# 阿列克謝二世
阿列克謝二世（1929年2月23日—2008年12月5日），是第15任莫斯科及全羅斯牧首。世俗名阿列克谢·里迪格 。

## 生平
阿列克谢·里迪格出生於愛沙尼亞的塔林。其父米哈伊尔·里迪格是波罗的海德意志人。他的祖先海因里希·尼古拉·鲁丁格是瑞典杜纳蒙德（Dünamünde，今拉脫維亞首都里加市域內）地区驻防军的指挥官。并于1695年被瑞典王卡尔十一世授予骑士的荣誉。18世纪大北方战争之后，瑞典的爱沙尼亚、立陶宛都被俄罗斯帝国吞并。弗雷德里希·威廉·冯·鲁丁格（阿列克谢的高祖父）在叶卡捷琳娜二世统治期间皈依东正教。
1917年十月革命后，阿列克谢与父亲逃难到了爱沙尼亚并安定下来。先是在哈普沙卢，教士拉尔夫·冯·祖尔穆勒收留了他们。而后米哈伊尔搬到了塔林。1926年，米哈伊尔结识伊莲娜·约瑟霍夫娜并与其结了婚。
阿列克謝二世在爱沙尼亚度過了他的童年。從幼年開始，他便受大司祭伊望·博戈亞夫冷斯基的教導。他於愛沙尼亞的俄語學校受教育。在蘇聯於1940年吞併愛沙尼亞之後，阿列克謝與家人險遭蘇聯當局逮捕，但他們當時躲到了一間小破屋中，得以倖免。德國佔領愛沙尼亞期間，阿列克謝與父親米哈伊爾（已經於1942年12月20日成為教士）共同負責慰問俄軍戰俘。由於在德軍之下幫助戰俘有助於其反蘇聯宣傳，他們的行為受到了德軍的允許。蘇聯重新奪回愛莎尼亞後，他們選擇了留在愛莎尼亞，而不是像其他波羅的海德意志人一樣，遷徙至西歐。二戰期間，斯大林復興了俄羅斯正教會，在戰時關閉的亚历山大·涅夫斯基主教座堂也在1945年蘇聯接管愛沙尼亞後重新開放。成為蘇聯公民後的阿列克謝，於1946年成為了亚历山大·涅夫斯基主教座堂的辅祭。隨後他分別在該教堂與塔林喀山聖母像教堂擔任了圣詠集的朗讀者。
阿列克謝在列寧格勒專心研究神學，1961年升任為主教，1964年成為大主教；1990年蘇聯解體前夕成為莫斯科大牧首。在位期间，他將分散在全俄各地的東正教教會都統一在莫斯科大牧首的領導之下，並且使俄羅斯東正教恢复了蘇聯時期喪失的道德權威，東正教和羅馬天主教的關係也有所好轉。不過他在很多問題上引起爭議。

## 與克格勃
根據一些資料及人士，包括格列布·亞庫寧和叶夫戈尼娅·阿爾巴茨的說法，阿列克謝二世曾為克格勃工作。克格勃的檔案顯示他的代號是DROZDOV。然而，在1980年之前，幾乎所有人，不管他們屬於什麼單位或者與克格勃有無關係，都被克格勃加上了代號，並沒有特殊性。 叶夫戈尼娅·阿爾巴茨所查閱的克格勃檔案顯示阿列克謝二世於1988年受到了克格勃領導的表揚。又根據愛沙尼亞克格勃的檔案，阿列克謝二世成功地壓制了一些反抗政權的修士。這一檔案是一本關於一位克格勃人員的傳記式檔案，並且其記錄與阿列克謝的生平相符合。儘管俄羅斯正教會否認這些檔案的真實性。
俄羅斯正教會長期以來否認阿列克謝與克格勃有關聯。阿列克謝二世本人承認，他對蘇聯政府做出了妥協。他公開地對這些妥協表示懺悔。“為了保護一個事物，就有必要放棄另一些。又有哪些不僅身負自己，還有其他千萬人的命運的人，或者組織，在蘇聯統治的那些歲月中，沒有被迫做相似的事呢？然而，不僅對上帝，對於那些以往在教會的默許下，被迫妥協，被消聲，無力反抗，或者被迫表示忠誠，而造成痛苦的，我請求他們的原諒、理解、與祈禱。”

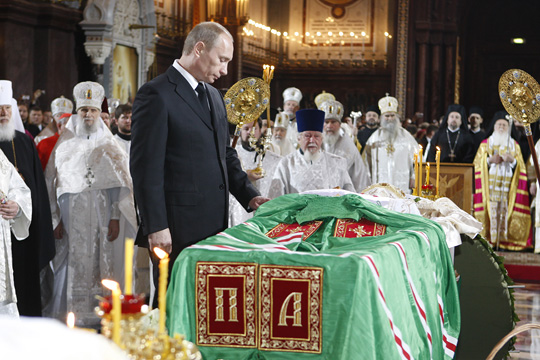
阿列克謝二世的葬禮